# Zinniinae
Zinniinae Benth., 1873 è una sottotribù di piante spermatofite dicotiledoni appartenenti alla famiglia Asteraceae (sottofamiglia Asteroideae, tribù Heliantheae).

## Etimologia
Il nome di questa sottotribù deriva dal suo genere tipo (Zinnia L.) il cui nome sua volta è stato dedicato al medico e professore di botanica a Göttinghen Johann Gottfried Zinn (1727-1759).

Il nome della sottotribù è stato definito per la prima volta dal botanico inglese George Bentham (1800-1884) nella pubblicazione "Genera Plantarum ad exemplaria imprimis in herbariis Kewensibus - 2(1): 166, 193 " del 1873 .

## Descrizione
Le specie di questa sottotribù hanno un habitus erbaceo (con cicli biologici annuali/perenni) o arbustivo.
Le foglie lungo il caule sono disposte sia in modo alternato che opposto e sono sia picciolate che sessili. Le lamine delle foglie hanno varie forme da lineari a ovate, sia senza lobi che di tipo pennato. La superficie è nervata.
Le infiorescenze sono formate da capolini di tipo radiato (raramente di tipo discoide) in posizione terminale (raramente in posizione ascellare) con peduncoli talvolta fistolosi. In genere i capolini sono solitari e scaposi oppure, se sono numerosi, disposti in aperte forme panicolate. I capolini sono formati da un involucro composto da diverse squame (o brattee) al cui interno un ricettacolo fa da base ai fiori di due tipi: quelli esterni del raggio e quelli più interni del disco. L'involucro in genere ha una forma emisferica (a volte a spirale), raramente è globoso. Le squame, subuguali o fortemente scalate, sono riflesse e sono disposte in 2 - 5 serie. Il ricettacolo ha una forma da convessa a conica, ma anche globosa; in genere è provvisto di pagliette a protezione della base dei fiori (raramente è nudo).
I fiori sono tetraciclici (a cinque verticilli: calice – corolla – androceo – gineceo) e pentameri (ogni verticillo ha 5 elementi). I fiori del raggio sono femminili con corolle marcescenti e fuse con gli acheni (raramente sono decidue) e spesso senza tubo. I fiori del disco sono ermafroditi (qualche volta sono funzionalmente maschili); le corolle sono pentamere, alla base delle gole spesso sono presenti diversi strati addizionali di cellule e sono prive di fasci fibrosi vascolari.
L'androceo è formato da 5 stami con filamenti liberi e antere saldate in un manicotto circondante lo stilo.  Le antere sono provviste di appendici con tricomi ghiandolari.
Il gineceo ha un ovario uniloculare infero formato da due carpelli.. Lo stilo è unico e con due stigmi nella parte apicale; possiede inoltre due fasci vascolari. Le superfici stigmatiche degli stigmi sono fuse (raramente divise). Gli apici degli stigmi sono da acuti a deltati con piccole appendici papillose.
I frutti sono degli acheni con pappo. Gli acheni dei fiori del raggio sono da obpiramidali a fusiformi oppure sono obcompressi, il colore è da nero a giallo paglierino; talvolta la superficie è striata e altre volte è provvista di tricomi uncinati. Il pappo è assente o formato da molte scaglie (raramente disposte a forma di corona). Il pappo dei fiori del raggio possiede o una o tre scaglie disposte agli angoli dell'achenio.

## Distribuzione e habitat
La distribuzione di queste piante è relativa alla sola America; altrove sono naturalizzate.

## Tassonomia
La sottotribù come è descritta attualmente comprende 7 generi e circa 60 specie.

| Genere                            | N. specie                               | Distribuzione                               |
| --------------------------------- | --------------------------------------- | ------------------------------------------- |
| Echinacea Moench, 1794            | circa 10 spp.                           | Canada e USA                                |
| Heliopsis Pers., 1807             | 15 spp.                                 | Sud America (zone centrali e del nord)      |
| Philactis Schrad., 1832           | circa 4 spp.                            | Messico e Guatemala                         |
| Sanvitalia Lam., 1792             | 7 spp.                                  | America (centrale e del sud)                |
| Tehuana Panero & Villaseñor, 1996 | 1 sp. (T. calzadae Panero & Villaseñor) | Messico                                     |
| Trichocoryne S.F. Blake, 1924     | 1 sp. (T. connata S.F. Blake)           | Messico (zone del nord-ovest)               |
| Zinnia L., 1759                   | circa 25 spp.                           | USA (zone sud-ovest) e regioni neotropicali |

Il numero cromosomico delle specie di questa sottotribù varia da 2n = 16 a 2n = 28.

### Filogenesi

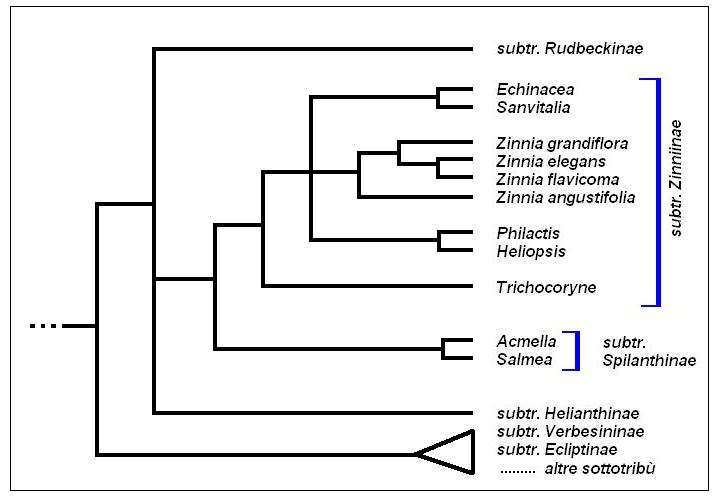
Cladogramma della sottotribù

I generi della sottotribù Zinniinae formano un clade monofiletico e occupano una posizione più o meno centrale nella tribù Heliantheae. La circoscrizione della sottotribù così come è descritta attualmente solo di recente è stata definita trasferendo i generi Acmella Rich. ex Pers. e Salmea DC. nella sottotribù Spilanthinae (Panero, 2005), diventando quest'ultima “gruppo fratello” di Zinniinae. Recente è anche l'inclusione dei generi Echinacea e Trichocoryne. Il cladogramma a lato tratto dallo studio citato, semplificato e aggiornato, mostra la struttura filogenetica interna della maggior parte dei generi che compongono il gruppo di questa voce (i tentativi fatti dai ricercatori per isolare il DNA utilizzabile da foglie essiccate di Tehuana non hanno avuto successo). 

### Chiave per i generi
Per meglio comprendere ed individuare i vari generi della sottotribù l'elenco seguente utilizza il sistema delle chiavi analitiche:
- Gruppo 1A:i fiori del disco sono funzionalmente maschili;

genere Zinnia.
- Gruppo 1B:i fiori del disco sono ermafroditi;

- Gruppo 2A: le pagliette del ricettacolo dei fiori del disco all'antesi sono 1,5 - 2 volte più lunghe;

- Gruppo 3A: i fiori del raggio sono sterili;

genere Echinacea.
- Gruppo 3B: i fiori del raggio sono fertili;

genere Tehuana.
- Gruppo 2B: le pagliette del ricettacolo dei fiori del disco all'antesi non si allungano;

- Gruppo 4A: i tubi e la faccia abassiale dei lobi delle corolle dei fiori del disco sono densamente ricoperti da tricomi neri, moniliformi con cellule terminali espanse; l'habitus di queste piante è acquatico; la distribuzione di queste piante è relativa al Messico settentrionale;

genere Trichocoryne.
- Gruppo 4B: i tubi e la faccia abassiale dei lobi delle corolle dei fiori del disco sono glabri o variamente pubescenti, ma mai con tricomi neri e moniliformi; l'habitus di queste piante è terrestre, raramente acquatico; la distribuzione di queste piante è in generale americana;

- Gruppo 5A: il pappo degli acheni dei fiori del raggio finisce con una ampia scaglia in continuazione degli angoli dell'achenio;

- Gruppo 6A: il pappo degli acheni dei fiori del raggio è formato da una scaglia (o barba);

genere Philactis.
- Gruppo 6B: il pappo degli acheni dei fiori del raggio è formato da tre scaglie (o barbe);

genere Sanvitalia.
- Gruppo 5B: il pappo degli acheni dei fiori del raggio è assente o variamente formato, ma sempre privo di una finale ampia scaglia;

- Gruppo 7A: le corolle dei fiori del raggio spesso sono prive del tubo; gli acheni sono o compressi oppure obcompressi, talvolta hanno delle forme da debolmente quadrate a fusiformi; il pappo degli acheni è assente, oppure formato da 1 o 2 scaglie (o barbe);

genere Zinnia.
- Gruppo 7B:  le corolle dei fiori del raggio sono provviste del tubo; gli acheni hanno una forma da quadrata a fusiforme; il pappo degli acheni è formato da un minuto anello, o da poche scaglie oppure è crenulato;

genere Heliopsis.

## Alcune specie

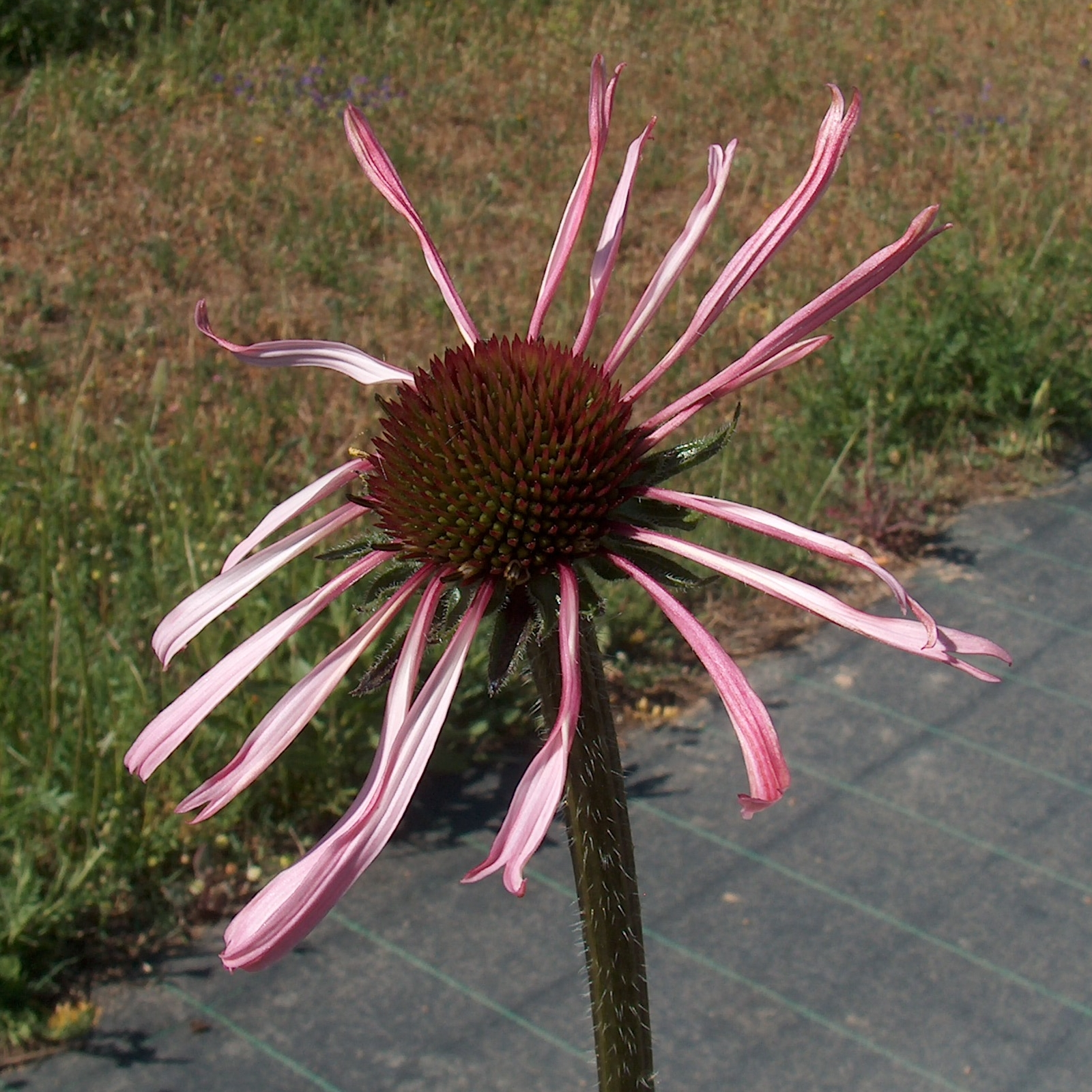
Echinacea angustifolia
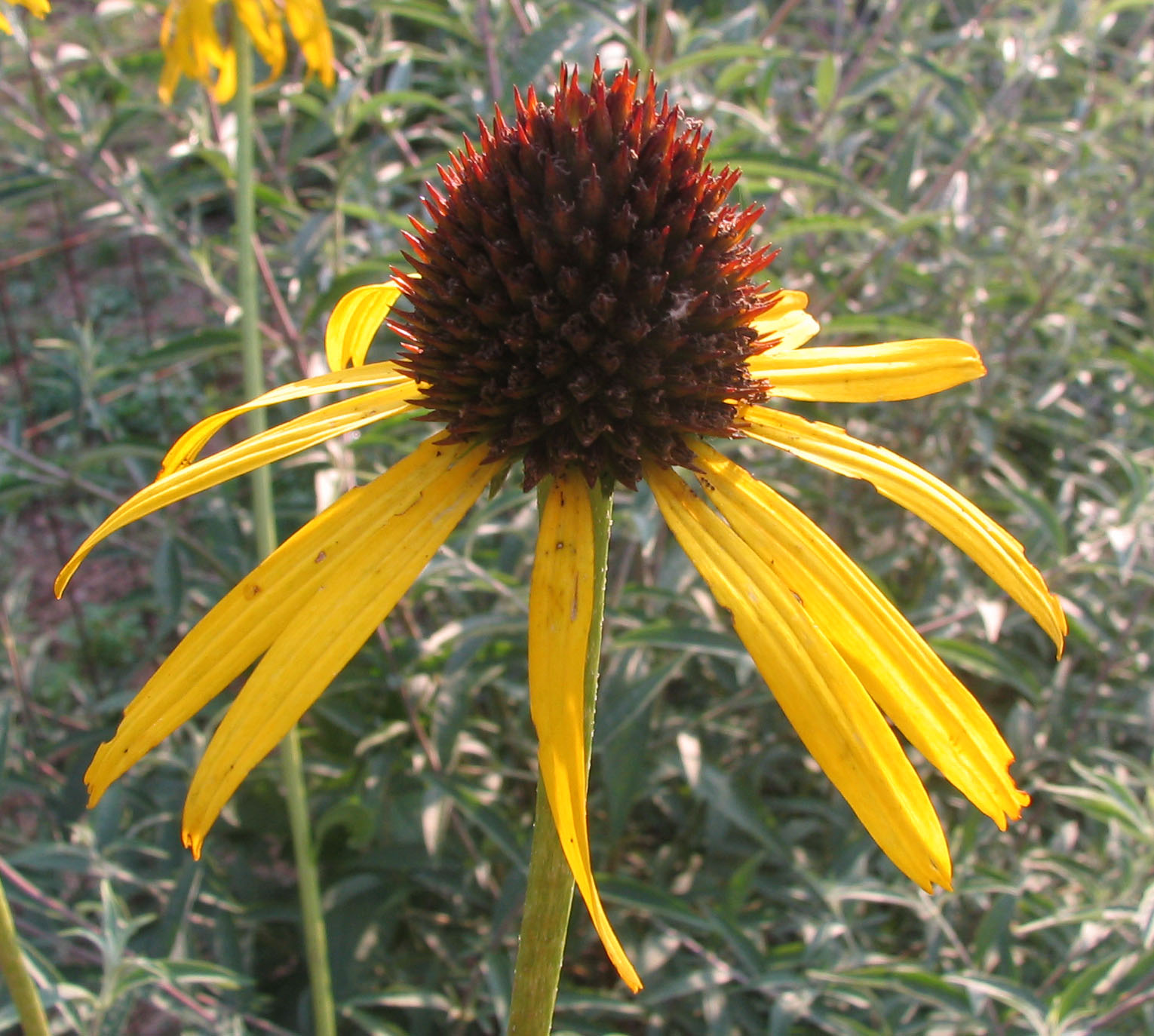
Echinacea paradoxa
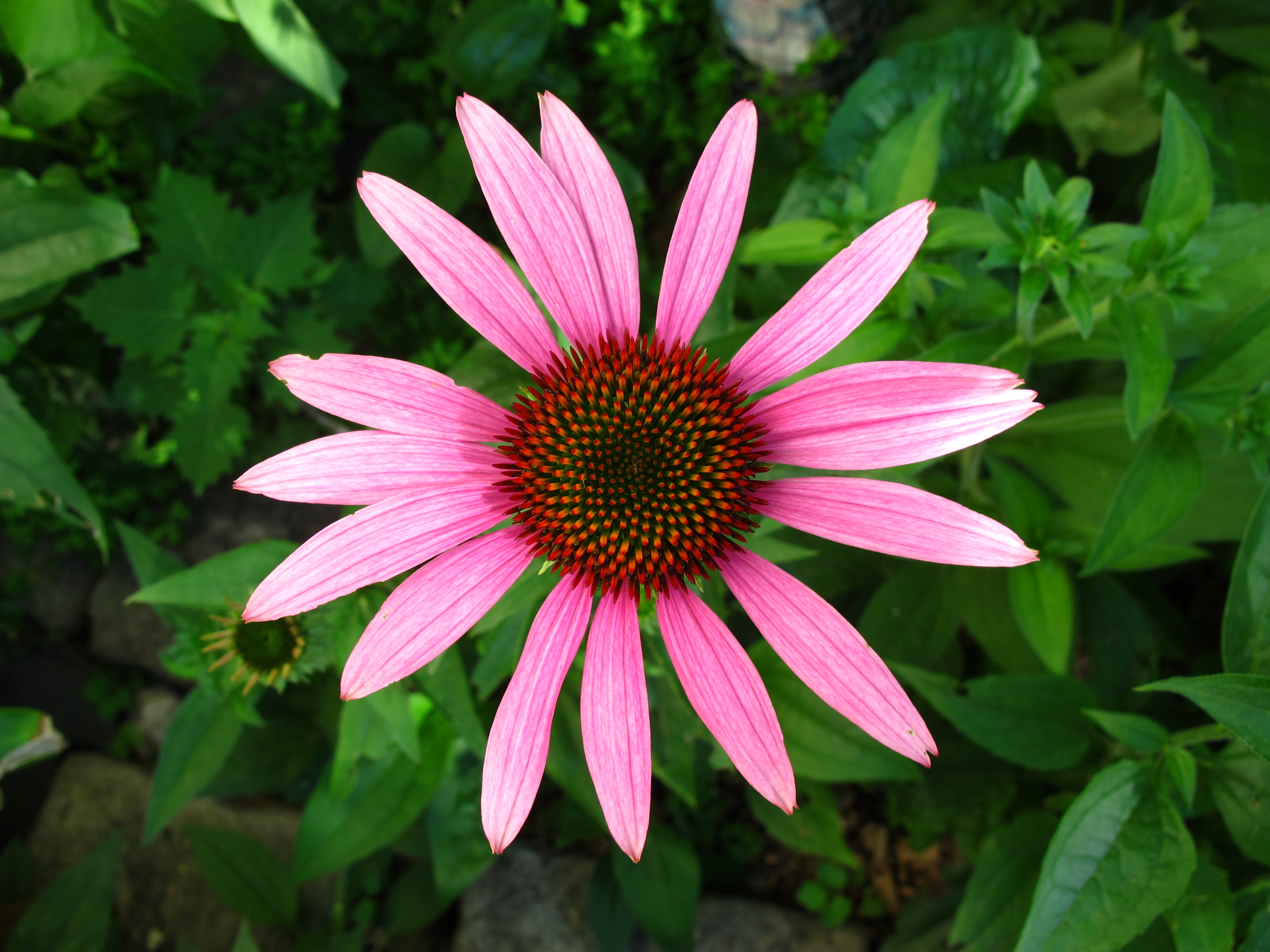
Echinacea purpurea
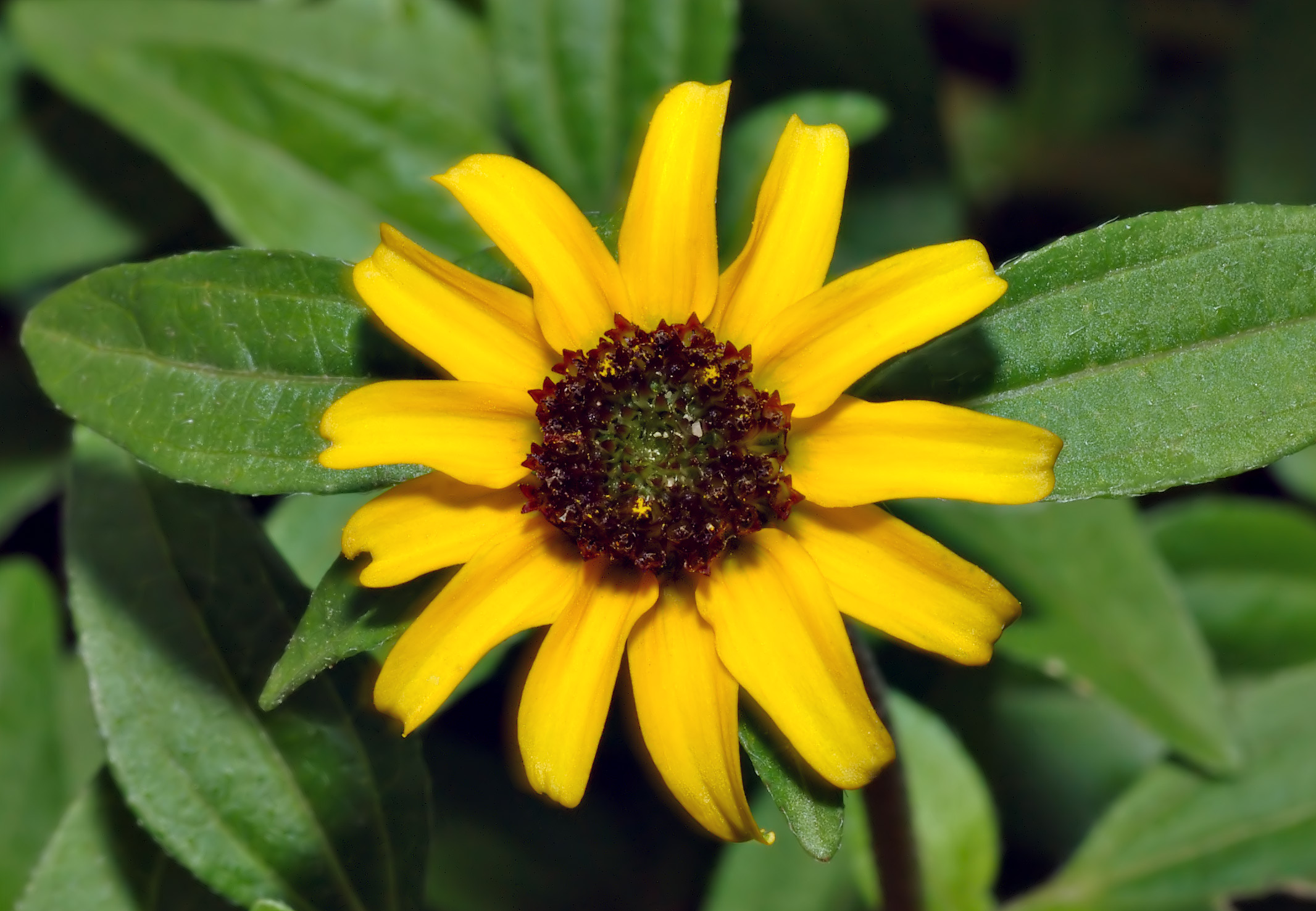
Sanvitalia procumbens
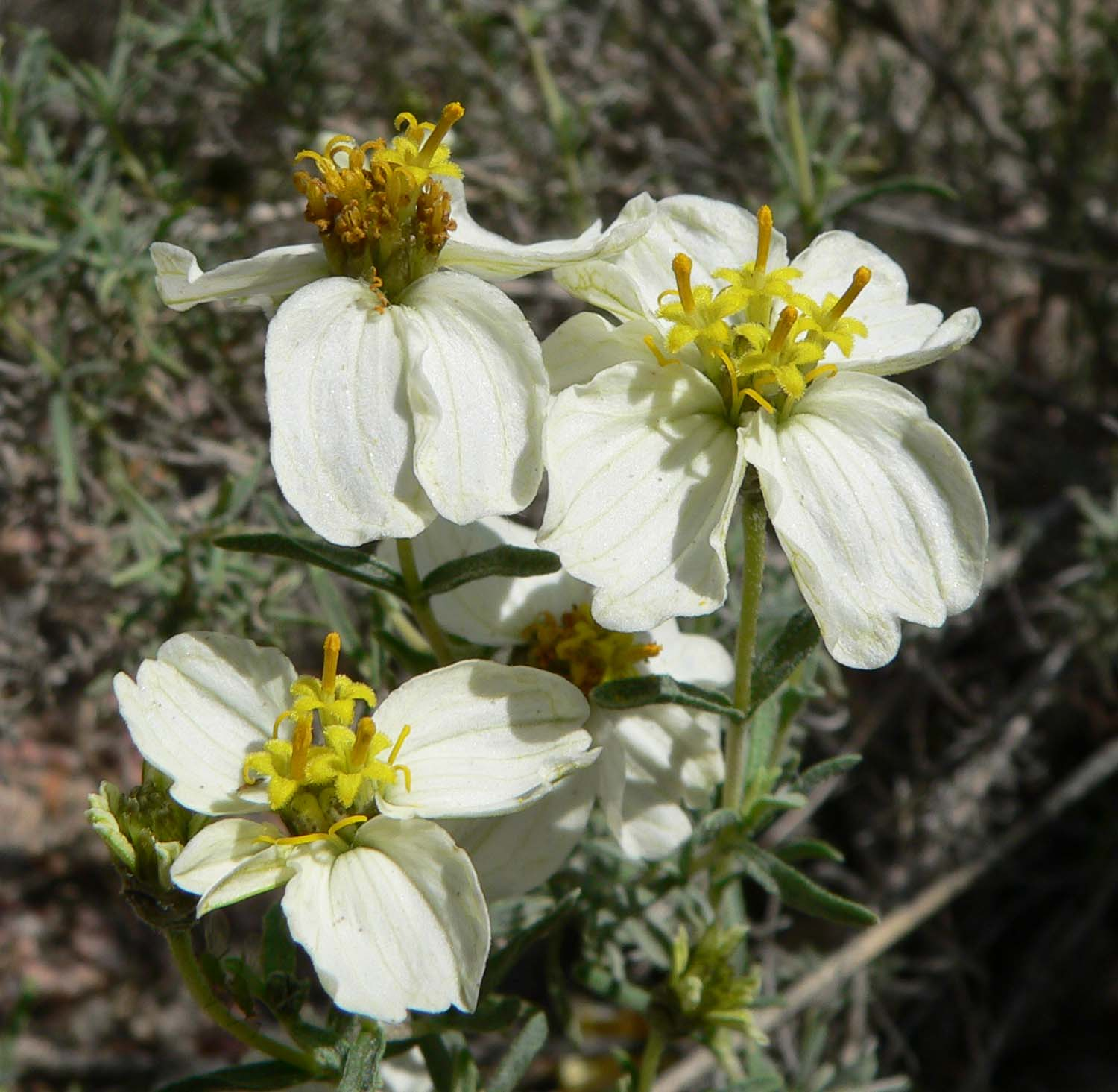
Zinnia acerosa
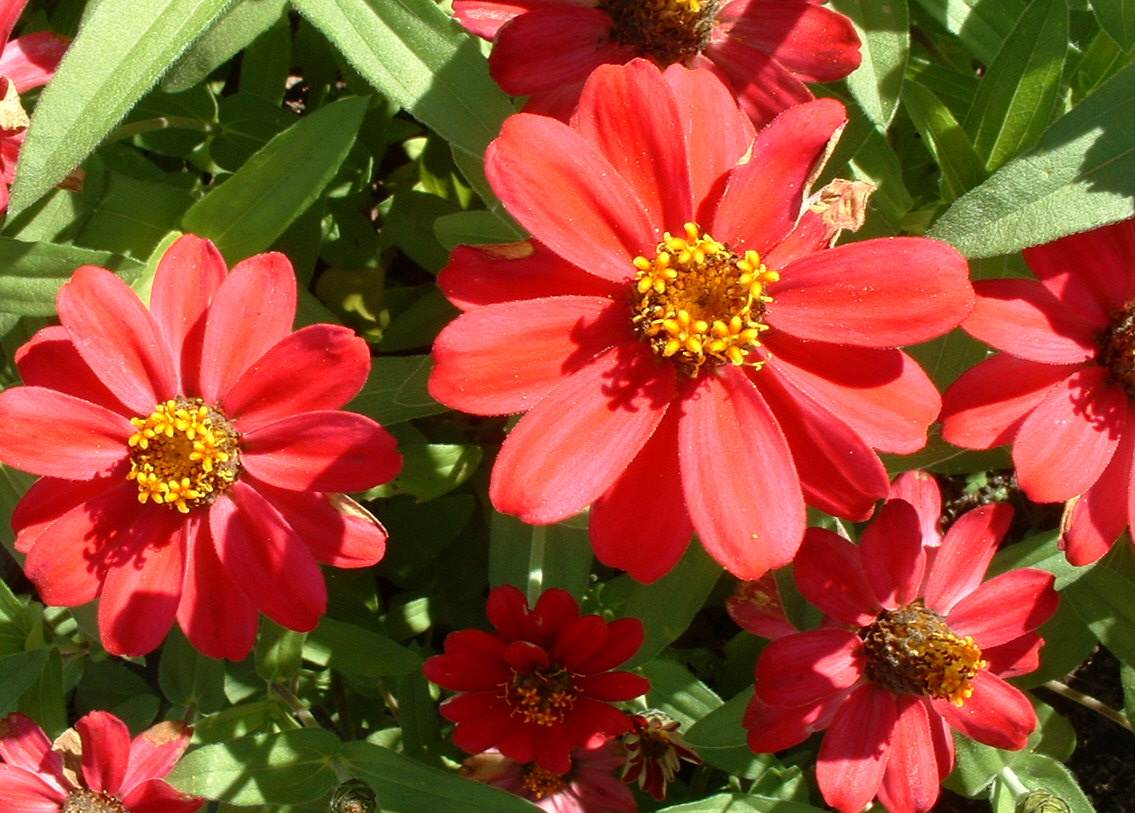
Zinnia elegans
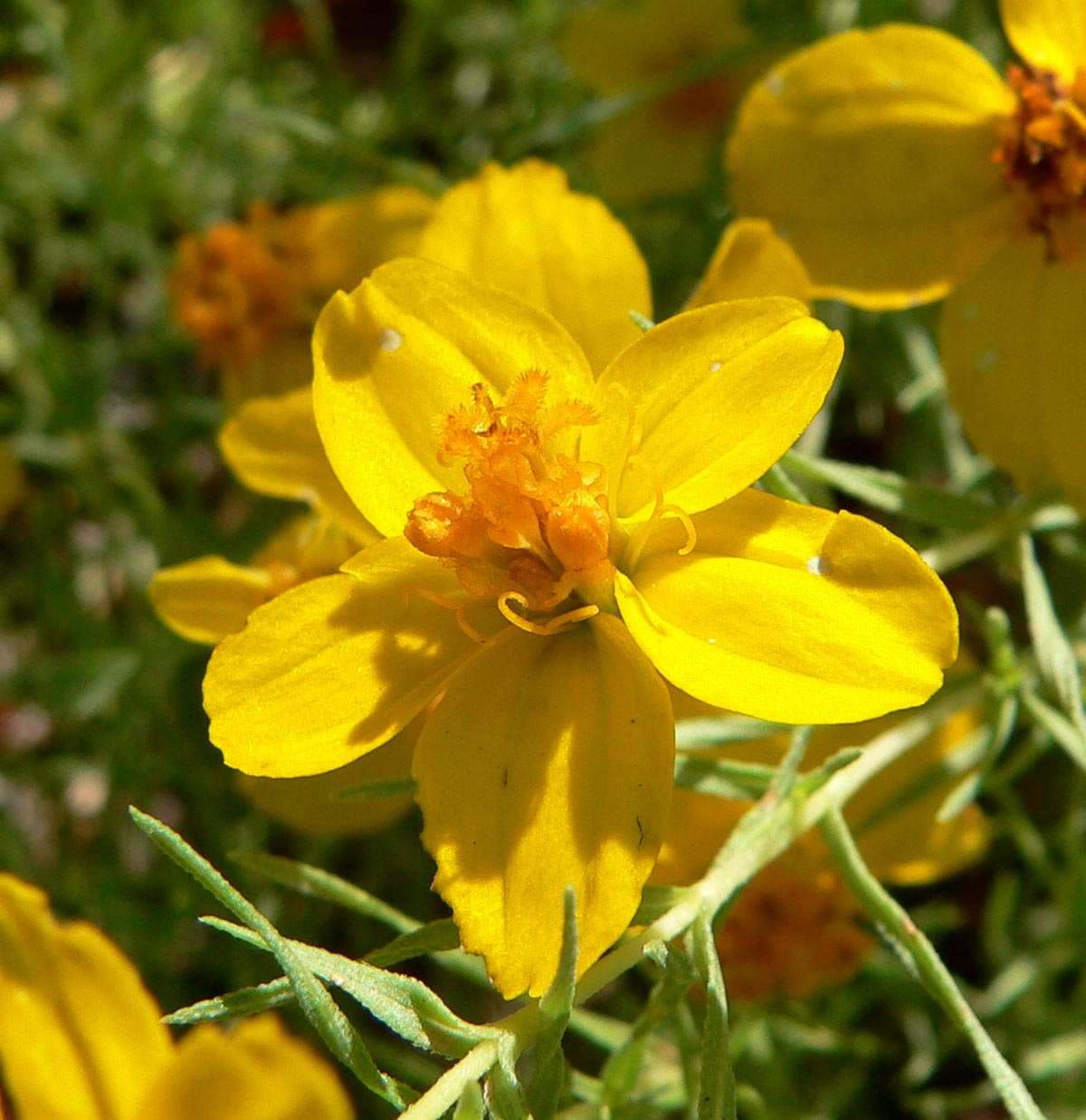
Zinnia grandiflora
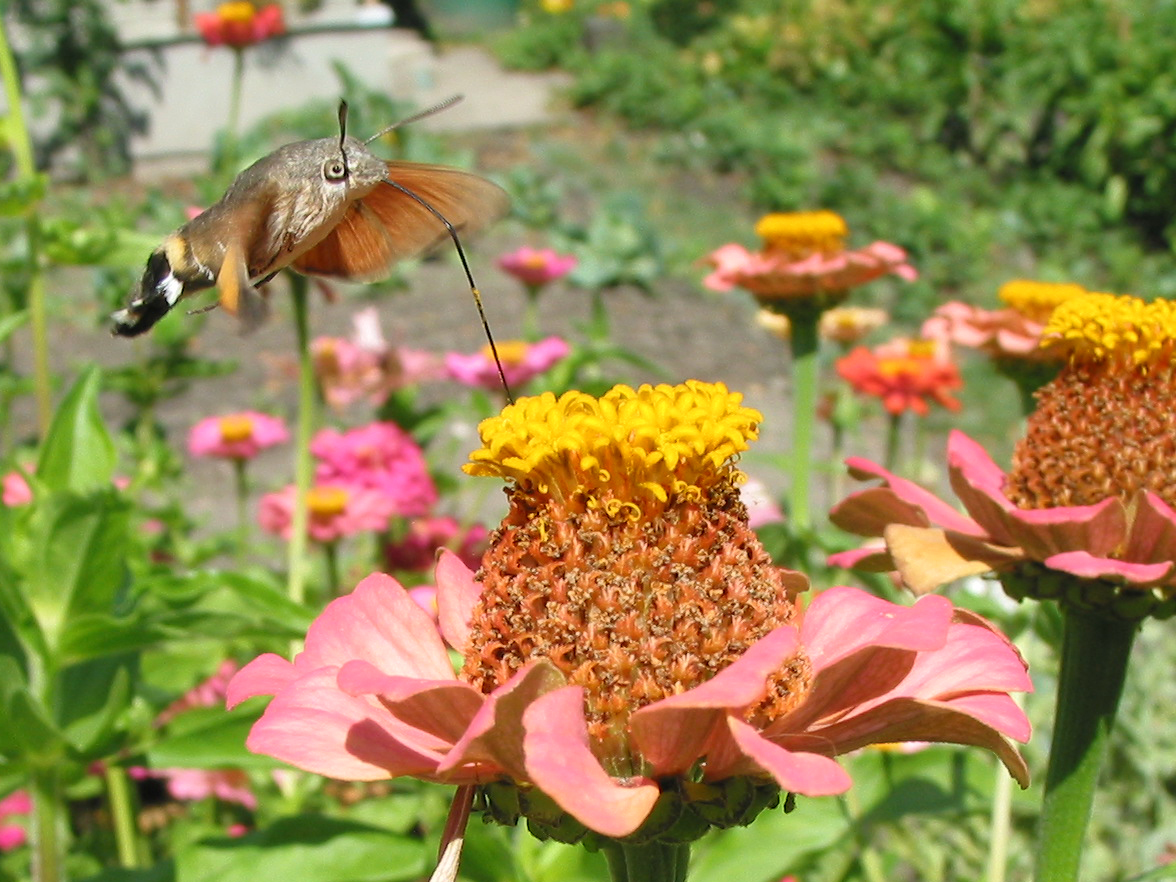
Zinnia violacea